# كريستيان سوزا
كريستيان سوزا (بالإسبانية: Cristian Souza)‏ هو لاعب كرة قدم أوروغواياني في مركز الوسط، ولد في 28 أغسطس 1995 في مونتيفيديو في الأوروغواي. لعب مع نادي رينتيستاس.

## وصلات خارجية
- كريستيان سوزا على موقع قاعدة بيانات كرة القدم.إي يو (الإنجليزية)
- كريستيان سوزا على موقع Soccerway.com (الإنجليزية)
- كريستيان سوزا على موقع عالم كرة القدم.نت (الإنجليزية)